# Зијача
Зијача (алб. Zijaqë) је насеље у општини Косовска Митровица, Косово и Метохија, Република Србија.

## Положај села
Село Зјача је западно од Мађера, у подножју Чуке, Злог крша и на Старом Гувну. Око села су узвишења: Мајдан, Николин лаз, Равен, Попово брдо.

## Историја
Године 1789. у Девичком катастиху забележено је село Зхуача, у нурији попа Радивоја. После Сеобе 1739. почињу продирати преци данашњих становника Арбанаса из Малесије. У селу су затекли Србе. Срби су живели овде до краја 18. века, а касније се сасвим иселили.

## Становништво
Године 1921. село има 10 домаћинстава са 65 чланова. 1948. 15 домаћинстава са 79 чланова.
| Демографија | Демографија | Демографија |
| Година      | Становника  | Становника  |
| ----------- | ----------- | ----------- |
| 1948.       | 79          |             |
| 1953.       | 84          |             |
| 1961.       | 90          |             |
| 1971.       | 93          |             |
| 1981.       | 113         |             |
| 1991.       | 126         |             |